# Muniz Falcão
Sebastião Marinho Muniz Falcão (Ouricuri, 6 de janeiro de 1915 – Maceió, 14 de junho de 1966) foi um advogado, jornalista e político brasileiro, que se destacou principalmente pela sua atuação como governador de Alagoas de 1956 a 1961. Seu governo foi marcado por iniciativas de modernização do estado, especialmente nas áreas de saúde, educação e infraestrutura, mas também por intensas disputas políticas, que culminaram em um processo de impeachment e intervenção federal. Falcão é lembrado tanto pelos avanços que procurou implementar quanto pelas controvérsias que marcaram sua trajetória política.

## Infância e Educação
Muniz Falcão nasceu em Ouricuri, no estado de Pernambuco, filho de Lídio Marinho Falcão e Floripes Muniz Falcão. Durante sua infância, mudou-se para o Crato, onde iniciou seus estudos secundários. Posteriormente, ingressou na Universidade Federal de Pernambuco, mas concluiu seu curso de Direito em 1947 pela Universidade Federal de Alagoas.
Desde jovem, demonstrou interesse pelo jornalismo e pelo direito, o que o levou a se envolver com a vida pública e política de Alagoas. Além de sua formação acadêmica, trabalhou como jornalista e delegado regional do trabalho nos estados de Alagoas, Sergipe e Bahia, destacando-se em diversas áreas profissionais.

## Carreira Política
Muniz Falcão iniciou sua carreira política em 1950, quando foi eleito deputado federal pelo PST. Após migrar para o PSP, Falcão se destacou como vice-líder da bancada, consolidando sua importância no cenário político nacional. Em 1954, foi reeleito deputado federal e, em 1955, foi eleito governador de Alagoas.

### Governador de Alagoas
Muniz Falcão assumiu a governadoria de Alagoas em 31 de janeiro de 1956, cargo que ocupou até 31 de janeiro de 1961. Durante seu governo, focou em iniciativas para modernizar o estado, principalmente nas áreas de saúde, educação e infraestrutura. No entanto, seu governo foi marcado por uma forte oposição interna e disputas políticas intensas, que resultaram em conflitos significativos no estado.

### Impeachment e Intervenção Federal

Protesto contra o afastamento do Governador de Alagoas, Muniz Falcão.

Em 1957, o governo de Muniz Falcão enfrentou uma grave crise política, com um processo de impeachment em andamento. A disputa entre seus aliados e opositores se intensificou, culminando em um tiroteio durante uma sessão da Assembleia Legislativa de Alagoas em 13 de setembro de 1957. Nesse incidente, o deputado Humberto Mendes, sogro de Muniz Falcão, foi morto e outros oito ficaram feridos. A repercussão do ocorrido foi grande e levou à intervenção federal decretada pelo presidente Juscelino Kubitschek em 15 de setembro de 1957.
No dia 18 de setembro de 1957, a Assembleia Legislativa de Alagoas aprovou o impeachment de Muniz Falcão, que foi substituído por seu vice, Sizenando Nabuco de Melo. Inconformado, Muniz Falcão recorreu ao Supremo Tribunal Federal, que, em 24 de janeiro de 1958, reconduziu-o ao cargo de governador, permitindo-lhe completar seu mandato até o fim de janeiro de 1961.

### Carreira Pós-Governo
Após seu afastamento do governo, Muniz Falcão continuou sua carreira política, sendo novamente eleito deputado federal nas eleições de 1962 e 1965. Em 1966, foi o candidato mais votado nas eleições para governador de Alagoas, mas, devido à Emenda Constitucional nº 13, não atingiu a maioria absoluta necessária para a escolha direta. Por isso, a Assembleia Legislativa de Alagoas escolheu outro candidato. O presidente Humberto de Alencar Castelo Branco, então, nomeou o general João José Batista Tubino como interventor no estado. Muniz Falcão, por sua vez, migrou para o MDB, buscando se posicionar como oposição ao regime militar.

## Legado
Muniz Falcão é lembrado como uma figura central na política de Alagoas, especialmente por suas tentativas de modernizar o estado. Seu governo, embora interrompido pela intervenção federal, trouxe avanços importantes nas áreas de saúde, educação e infraestrutura. Seu legado é marcado tanto pelos esforços de desenvolvimento quanto pelos conflitos políticos internos que o levaram ao impeachment e à instabilidade no estado.

## Vida Pessoal
Nasceu em São Gonçalo, atual Araripina, cidade que pertenceu a Ouricuri, no sertão de Pernambuco, no dia 6 de janeiro de 1915. Seus pais, o Sr. Lídio Marinho Falcão e dona Floripes Muniz Falcão, apesar de terem uma vida simples, na condição de agricultores e criadores, eram pessoas de relevante conceito. Sua família era até certo ponto, considerada como tradicional naquela região. Tinha ramificações nos Estados da Paraíba e do Ceará. Politicamente falando, essa família tinha certo prestígio, a ponto de formar políticos em diversos estados do nordeste.
Muniz Falcão casou-se com Alba Falcão, com quem teve filhos. Era especialmente próximo de seua irmãos, Alcides Falcão, Djalma Falcão, e de outros familiares, incluindo seu sobrinho, José Muniz Ramos, com quem manteve uma relação política estreita. Sua formação acadêmica e sua atuação no jornalismo também foram pilares importantes em sua vida pessoal e profissional.
Muniz Falcão faleceu em 14 de junho de 1966, em Maceió, aos 51 anos. Sua morte precoce foi um marco na política alagoana, e seu nome continua a ser lembrado como um dos principais políticos do estado, cuja carreira foi marcada por altos e baixos, mas também por tentativas significativas de modernizar o estado.